# Trolejbusy w Ufie

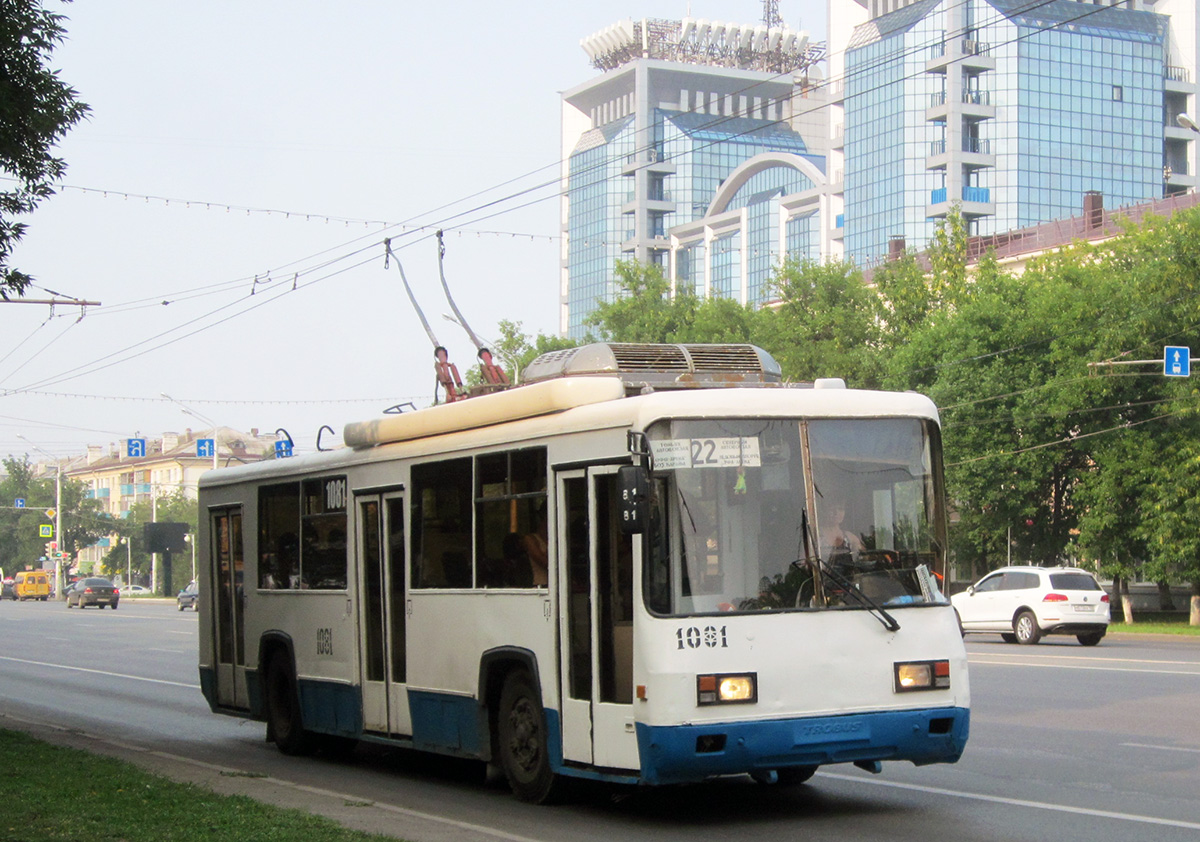
BTZ-52761Р w Ufie

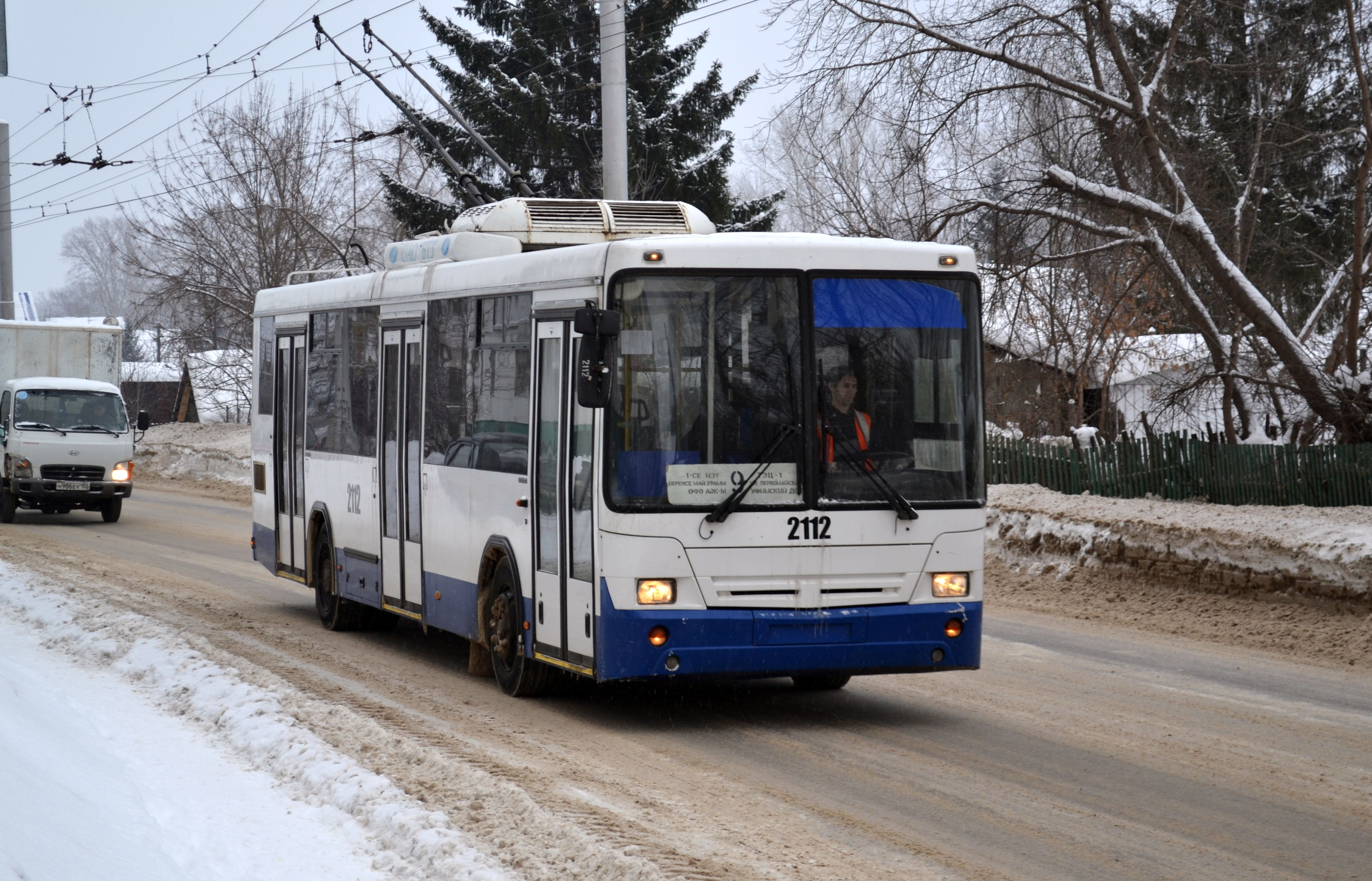
BTZ-52765 na linii nr 9 w Ufie

Trolejbusy w Ufie – system miejskiej komunikacji trolejbusowej w rosyjskim mieście Ufa w Baszkortostanie. Funkcjonuje obok systemu autobusów (prywatnych i publicznych) oraz tramwajów. Tramwaje i trolejbusy są wspólnie zarządzane przez spółkę MUET (МУЭТ).
Sieć trolejbusowa w Ufie została uruchomiona 27 stycznia 1962. W 2013 roku sieć składała się z 12 funkcjonujących linii, na których jeździło około 250 pojazdów. Łączna długość linii trolejbusowych wynosi 161 km. Szacowane jest, że w 2012 roku trolejbusy przewiozły w Ufie 20,8 mln pasażerów, co stanowi 12,1% udziału w transporcie publicznym miasta.
W mieście znajduje się również Baszkirska Fabryka Trolejbusów (Башкирский троллейбусный завод, Baszkirskij Trolejbusnyj Zawod, BTZ), który dostarcza większość pojazdów do sieci miasta, a także do innych miast Federacji Rosyjskiej.

## Zajezdnie
W Ufie funkcjonowały trzy zajezdnie trolejbusowe, z których jedna została zamknięta (pozostałe dwie funkcjonują):
- Zajezdnia 1 (dawniej nr 3): otwarta 28 maja 2001 roku
- Zajezdnia 2: otwarta w grudniu 1972 roku
- Zajezdnia 1 (zamknięta): otwarta 27 stycznia 1962; zamknięta 1 września 2007

## Linie
Obecnie funkcjonują linie trolejbusowe o następujących numerach: 1, 2, 4, 8, 9, 10, 13, 13k, 15, 16, 21, 22.